# Felix Adler (Musikkritiker)
Felix Adler (geboren 24. April 1876 oder 24. April 1878 in Wien; † 28. Dezember 1927 in Prag) war ein österreichisch-tschechoslowakischer Musikkritiker, Journalist sowie Berichterstatter beim Prager Tagblatt und bei der Bohemia.

## Leben und Werk
Adler verbrachte seine Jugendjahre größtenteils in München, wo er sich für den Beruf als Dirigent vorbereitete. Letztendlich wechselte er zur Musikkritik und ging nach einigen Jahren von München nach Dresden. Später wurde er Berichterstatter beim „Prager Tageblatt“ und 1906 Opernreferent der Prager Zeitung „Bohemia“. Er zog deshalb nach Prag, wo er im Alter von 49 Jahren kurz nach Weihnachten 1927 an einem Gehirnschlag starb. Die Presse berichtete, dass das deutsche Musik-Prag mit ihm einen seiner bekanntesten Köpfe und charakteristischesten Erscheinungen verlor.

## Schriften (Auswahl)
- Glauben und Tat. Prag 1907.
- Musikkritiken beim Prager Tagblatt und bei der Bohemia
- Wissenschaftliche Artikel in Deutsche Arbeit in Böhmen.